# Deux Débiles chez le fantôme
Pour les articles homonymes, voir Private Eye.
Pour plus de détails, voir Fiche technique et Distribution.
Deux Débiles chez le fantôme est un film américain de Lang Elliott sorti en 1980. Dans cette comédie-mystère, Don Knotts et Tim Conway incarnent deux détectives de Scotland Yard, parodiant Sherlock Holmes et le Docteur Watson.

## Synopsis
Lord Morley (Fred Stuthman) et Lady Morley (Mary Nell Santacroce) sont mystérieusement assassinés par une ombre encapuchonnée et leur voiture totalement immergée dans le lac. L'inspecteur Winship (Don Knotts) et le  Dr Tart (Tim Conway), deux détectives américains, paradoxalement employés par Scotland Yard, se rendent au manoir des Morley, à l'initiative d'une lettre de Lord Morley, leur demandant d'investiguer son meurtre. Ils y sont reçus par Phyllis Morley, la fille adoptive du couple défunt, et par le personnel haut en couleur du manoir.
L'enquête du duo au sein du manoir sera émaillée d'une série de meurtres mystérieux au sein du personnel de maison et d'étranges apparitions du fantôme présumé de Lord Morley.

## Fiche technique
- Titre : Deux Débiles chez le fantôme
- Titre original : The Private Eyes
- Réalisation : Lang Elliott
- Scénario : Tim Conway, John Myhers
- Musique : Peter Matz
- Photographie : Jacques Haitkin
- Sociétés de distribution : Tristar Pictures, New World Pictures, CBS, Hen's Tooth Video
- Pays de production :  États-Unis
- Genre : comédie
- Durée : 91 minutes
- Date de sortie[1] :
  - États-Unis : 7 novembre 1980

## Distribution
- Don Knotts : Inspecteur Winship
- Tim Conway : Dr Tart
- Trisha Noble : Phyllis Morley
- John Fujioka (en) : M. Uwatsum
- Bernard Fox : Justin
- Grace Zabriskie : Nanny
- Stan Ross : Tibet
- Irwin Keyes : Jock
- Suzy Mandel : Hilda
- Fred Stuthman : Lord Morley
- Mary Nell Santacroce : Lady Morley